# Carlota Durany Vives
Carlota Durany Vives (Barcelona, 1900 - Buenos Aires, 1945), nacida Carlota Durany i Francesc de Cabo, fue una destacada activista comunista española, secretaria militante del Partido Obrero de Unificación Marxista (POUM).

## Biografía
Durany venía de una familia muy tradicional que provenía de Puebla de Segur y emigró a Barcelona. Su padre, Jaume Durany y Ballera, fue un ingeniero civil que adoptó las ideas republicanas y militó en los grupos de "Jóvenes Bárbaros" del Partido Republicano Radical de Alejandro Lerroux. Se hizo francmasón y maestro racionalista, y trabajó en la Escuela Moderna de Francisco Ferrer Guardia, lo que posibilitó la educación racional e integral de su hija. Debido en parte a estos orígenes, Durany frecuentó los círculos de la izquierda progresista y en 1930 entró a trabajar como secretaria del escritor y comunista heterodoxo Andreu Nin, que había vuelto de la Unión Soviética y ostentaba la Secretaría de la Internacional Comunista.
Más adelante, Durany ingresó como militante en el Bloque Obrero y Campesino (BOC) y en la Confederación Nacional del Trabajo (CNT), y dirigió con Joan Maruny y Joan Santasusagna la Oposición Sindical Revolucionaria del Sindicato Mercantil, que se constituyó en agosto de 1931 para intentar implantar las ideas comunistas dentro del sindicato. Además, fue miembro de la Comisión Directiva del Sindicato Mercantil y participó en la organización de numerosas huelgas de su sector.
Ya durante la Segunda República y apartada del BOC, en noviembre de 1931 Durany ingresó en el partido Izquierda Comunista de España (ICE) con su marido y dirigente del partido Francesc de Cabo Vives. En mayo de 1932, fue detenida por sus actividades y progresivamente, debido a problemas de salud, fue restringiendo las actividades políticas en la calle. Durante los años del llamado Bienio Negro, se encargó de la confección de los boletines internos de la Izquierda Comunista y convirtió su casa en un lugar de refugio y acogida de los compañeros perseguidos o clandestinos. De hecho, el 29 de septiembre de 1935, se constituyó el POUM con los miembros del BOC y de ICE, en su domicilio particular de la calle Montserrat de Casanovas de Barcelona, muestra clara de su compromiso político y personal.
En el mes de mayo de 1937, refugió al comunista austríaco Kurt Landau hasta que fue detenido y asesinado por agentes soviéticos del cuerpo de investigación y vigilancia. Fue detenida en tres ocasiones y fue amenazada de muerte para que delatara dónde se escondía su marido. Volvió a ser detenida y encarcelada en la checa de Las Cortes, donde permaneció hasta la entrada de las tropas del dictador Francisco Franco en Barcelona. A la salida, tuvo que esconder su militancia política por miedo a los franquistas hasta que pudo exiliarse a Buenos Aires, donde murió poco después.